# Algernon Gissing
Pour les articles homonymes, voir Gissing.
Algernon Fred Gissing, né le 25 novembre 1860 à Wakefield, West Yorkshire et mort le 5 février 1937 est un romancier anglais et le frère cadet de l'écrivain George Gissing. On lui doit vingt-cinq romans, deux recueils de nouvelles et plusieurs récits de voyage.

## Biographie
Ses parents sont Thomas Waller Gissing (1829-1870) et Margaret Gissing (1832-1913), et il a deux frères aînés, William et George. Il est d'abord scolarisé à Back Lane School dans le village de Wakefield, mais à partir de 1870, il fréquente Lindow Grove School, dans le Cheshire où il est pensionnaire, à la suite de la mort de son père. Il fait ses études de droit à l'université de Londres où il obtient un Bachelor of Laws (LLB) (équivalent à une licence de droit) en 1882. Pendant quelque temps, il exerce le métier d'avocat à Wakefield, mais ne réussit pas à attirer suffisamment de clients pour soutenir sa pratique.
Le 8 septembre 1887, Gissing épouse Catherine née Baseley (1859-1937) et le couple s'installe à Broadway, dans le Worcestershire. Ensemble, ils auront cinq enfants.
Ayant échoué dans sa carrière juridique, Gissing décide de mettre à profit son intérêt pour l'écriture et la littérature en se lançant dans la carrière d'écrivain. Il publiera en tout  une trentaine de livres, mais les revenus qu'il en a tire resteront négligeables. Il perçoit toutefois un certain nombre de subventions du Royal Literary Fund.
En 1924, il publie Les Sentiers du Gloucestershire (The Footpath Way in Gloucestershire),  l'un des premiers guides de randonnées de la région des Cotswolds.
Il meurt d'une maladie de cœur.

## Œuvres
Romans
- Joy Cometh in the Morning (1888)
- Both of This Parish (1889)
- A Village Hampden (1890)
- A Moorland Idyl (1891)
- A Masquerader (1892)
- Between Two Opinions (1893)
- A Vagabond in Arts (1894)[4]
- At Society's Expense (1894)
- The Sport of Stars (1896)
- The Scholar of Bygate (1897)[5]; 2nd edition (1898)
- A Secret of the North Sea (1899)[6]
- The Wealth of Mallerstang (1901)
- The Keys of the House (1902)
- Knitters in the Sun (1903)
- An Angel's Portion (1903)
- Arrows of Fortune (1904)
- Baliol Garth (1905)
- The Master of Pinsmead (1906)
- The Dreams of Simon Usher (1907)
- Second Selves (1908)
- The Unlit Lamp (1909)
- The Herdsman (1910)
- Rosanne (1910)
- One Ash (1911)
- The Top Farm (1912)
- A Dinner of Herbs (1913)

Collections de nouvelles
- Love in the Byways (1910)

Récits de voyage
- Broadway (in Dent's Temple Topographies) (1904)
- Ludlow and Stokes (1905)
- The Footpath-way in Gloucestershire (1924)

Autres
- The Letters of George Gissing to Members of His Family (1927) - co-editor with sister Ellen